# Hôtel du ministre des Affaires étrangères
L'hôtel du ministre des Affaires étrangères est le bâtiment officiel construit entre 1844 et 1856 au 37, quai d'Orsay à Paris, pour héberger le ministère des Affaires étrangères. Depuis cette époque, le ministère des Affaires étrangères occupe ces locaux et c'est à cette stabilité que l'on doit l'expression « Quai d'Orsay » pour désigner ce ministère.

## Situation
Ce site est desservi par les stations de métro Assemblée nationale, Concorde et Invalides.
L'hôtel est mitoyen du palais Bourbon siège de l’Assemblée nationale, ainsi que de l'hôtel de Lassay, résidence officielle du président de cette dernière, mais les deux ensembles architecturaux ne communiquent pas.

## Histoire
L'hôtel de Galliffet, dont le propriétaire avait émigré, est affecté au ministère des Affaires étrangères en 1795. En 1820, quand cet hôtel est restitué aux héritiers du marquis de Gallifet, le ministère déménage boulevard des Capucines dans l'hôtel de Wagram, dit aussi de la Colonnade, vendu à l'État par les héritiers du maréchal Berthier, prince de Wagram. 
Le projet de construction d'un bâtiment officiel pour héberger l'activité diplomatique a été décidé à l'initiative de Guizot, ministre des Affaires étrangères, en 1844. La première pierre est posée en 1845 en présence de ce dernier, ainsi que de l'architecte Jacques Lacornée et du ministre des travaux publics Pierre Sylvain Dumon. Après avoir été freinés par la révolution de 1848, les travaux sont repris à l'instigation de Napoléon III pour être achevés en 1856. La pierre utilisée dans la construction est du cliquart qui provient des carrières de Fleury à Clamart.
Dans la mesure où il est destiné à accueillir les souverains et diplomates étrangers, une grande attention a été consacrée à sa décoration intérieure et extérieure. Les travaux de décoration extérieure ont été confiés à des sculpteurs expérimentés qui avaient déjà participé à la restauration de châteaux et d'églises. Pour la décoration intérieure, on fit appel à des artistes connus tels que Séchan, Nolau et Rubé, Molknecht, Lavigne, Liénard, Hippolyte Adam, les frères Huber, Paillard, etc. Conçu pour impressionner le visiteur et souligner la fonction d’apparat du bâtiment, il mêle de façon composite des éléments inspirés de l’Antiquité, de la Renaissance et de l’époque classique.
L'ensemble est de style Napoléon III à l'exception des salles de bains royales créées en 1938 pour la venue en France du roi George VI et de son épouse la reine Elizabeth. C'est un chef-d'œuvre de l'architecture d'intérieur de l'Art déco influencée par l'architecture de luxe des transatlantiques, grâce à Auguste Labouret, mosaïste et verrier et aux meubles de Jacques Adnet.
L’hôtel du ministre des Affaires étrangères est, depuis plus d’un siècle et demi, le cadre de grandes négociations internationales comme celle du traité de Paris de 1856 qui mit un terme à la guerre de Crimée ou celle du traité de Versailles de 1919 qui conclut la Première Guerre mondiale. C’est également dans ce palais, dans le salon de l’horloge, que Robert Schuman, alors ministre des Affaires étrangères, prononça le 9 mai 1950 sa fameuse déclaration Schuman qui est considérée comme fondatrice du processus de l’unité européenne.
Des soldats sont morts pour la libération de l'hôtel, le 25 août 1944. Une inscription et une plaque leur rendent hommage au n°1 rue Robert-Esnault-Pelterie, qui longe l'hôtel sur son côté ouest.

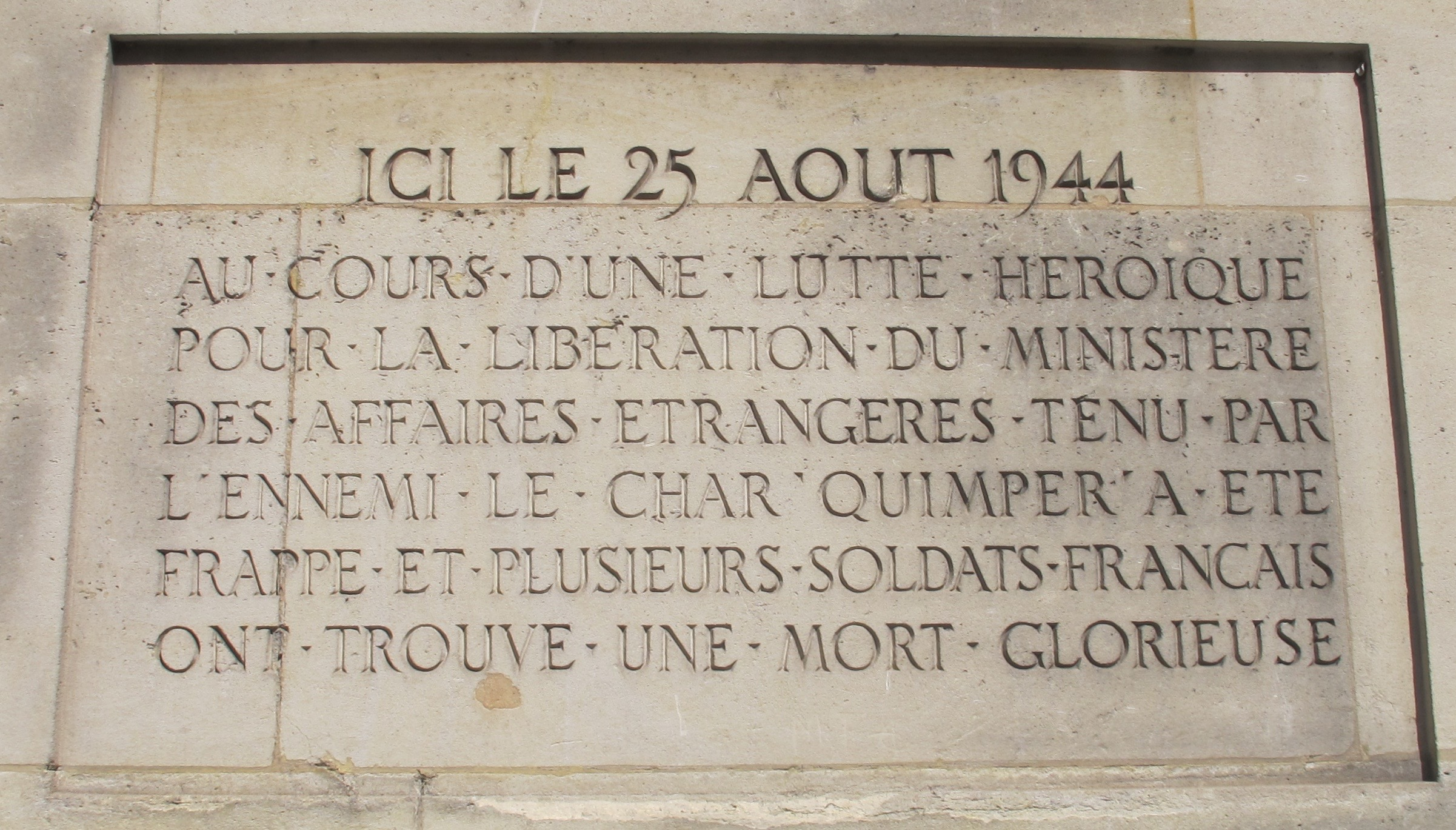
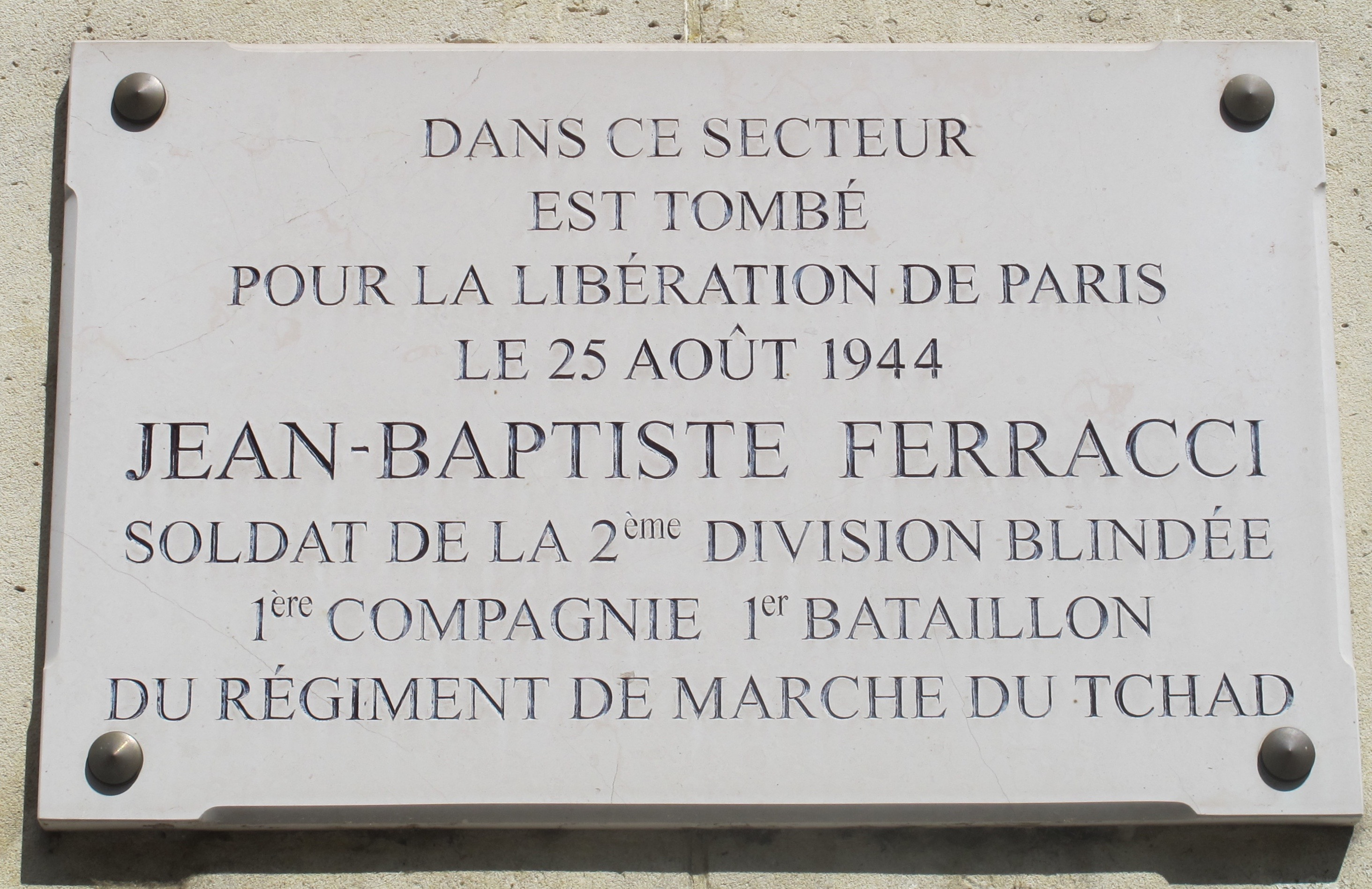

En 2018, il est annoncé que le site doit être modernisé et agrandi d'ici 2022 de façon que le Ministère ne garde plus que trois sites (avec Convention et les Archives diplomatiques à La Courneuve). Le projet des architectes Jean-Marc Ibos et Myrto Vitart crée un nouveau bâtiment doté d'une large verrière avec 600 postes de travail modulables, des espaces communs (salles de formation et de réunion, cafétéria, bibliothèque) et doit d’améliorer l’accueil et la circulation des personnes sur le site.

## Galerie

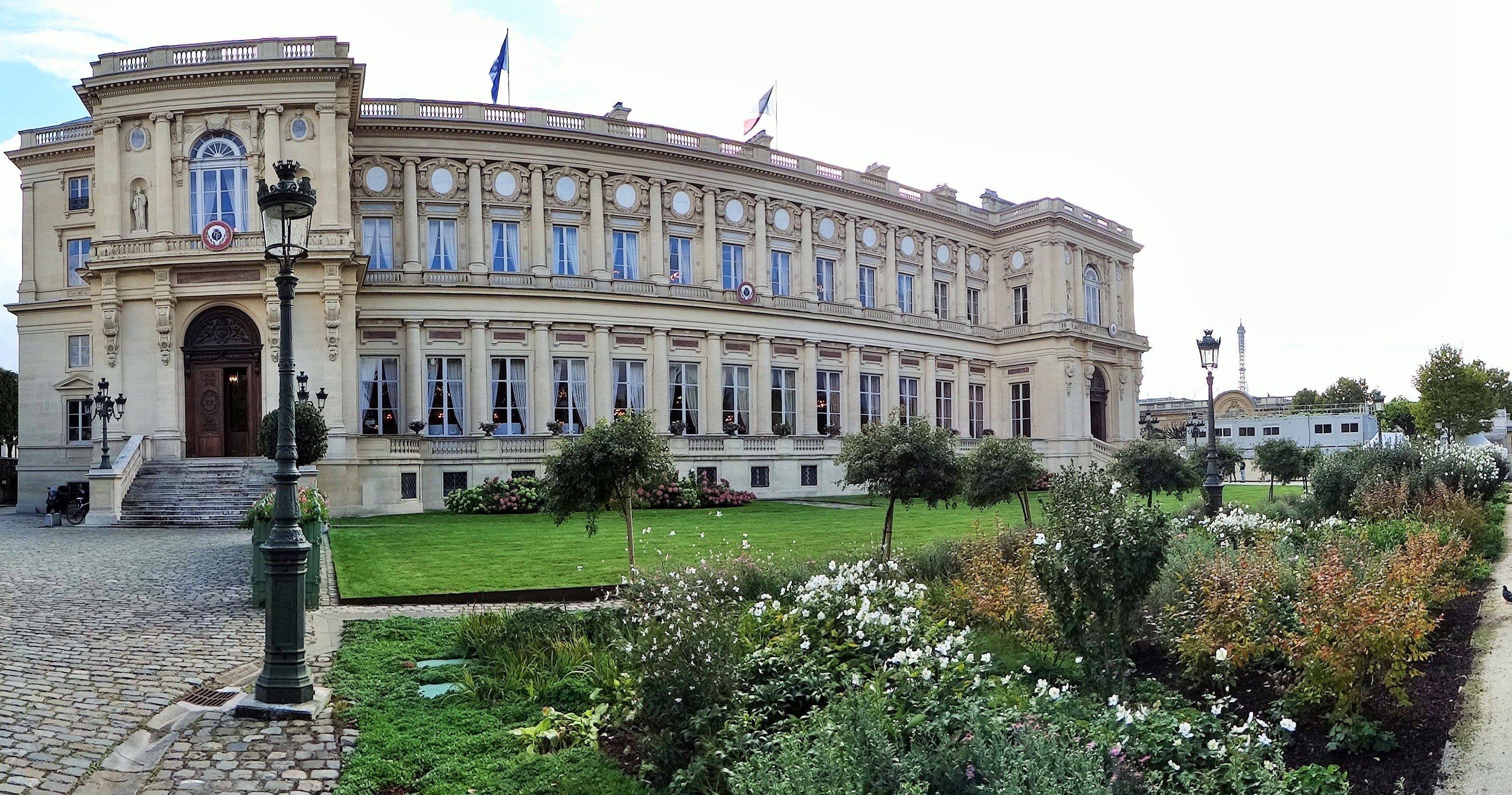
Vue de l'hôtel côté Quai d'Orsay
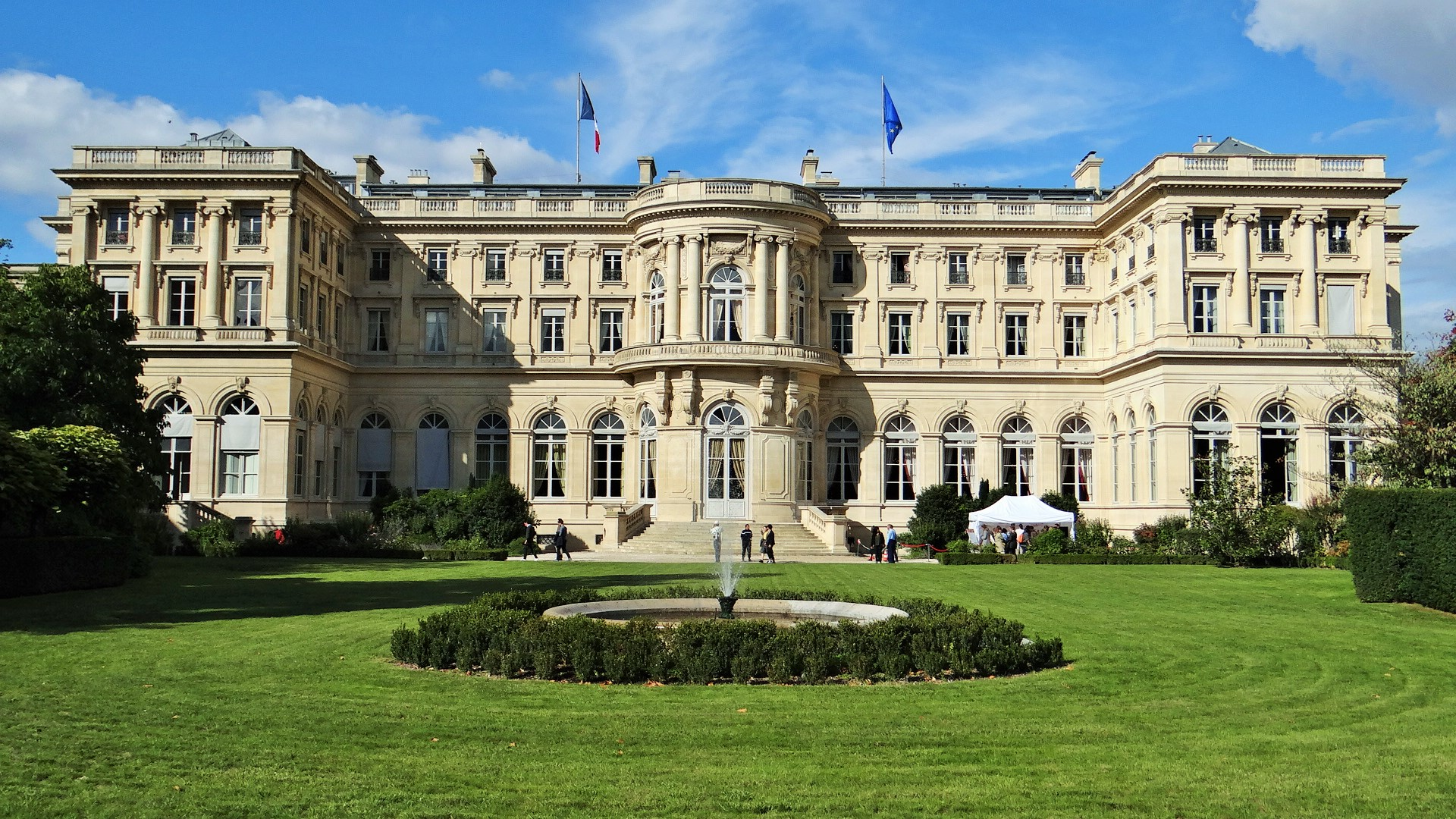
Vue de l'hôtel côté jardin.
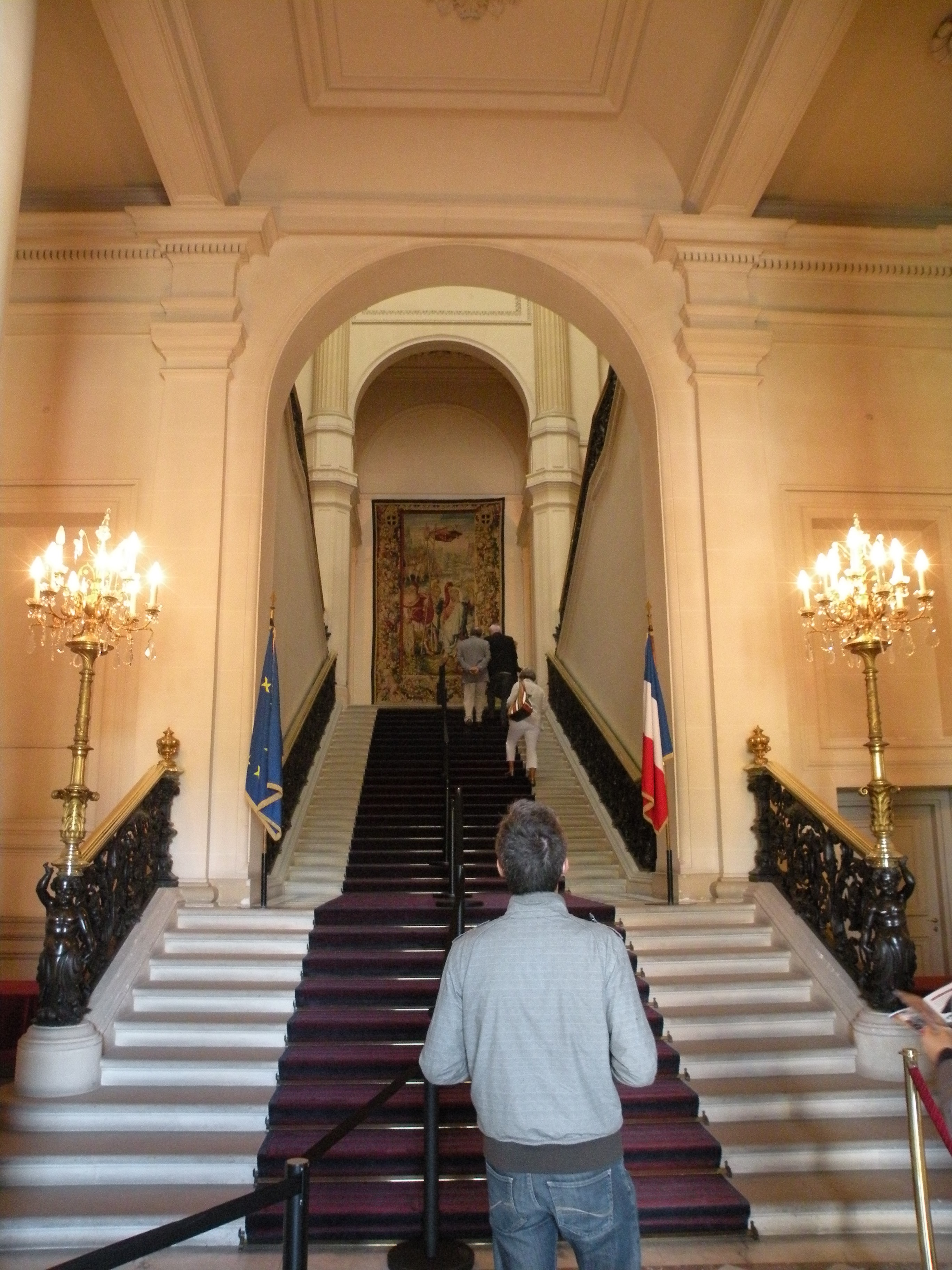
Escalier d’honneur.
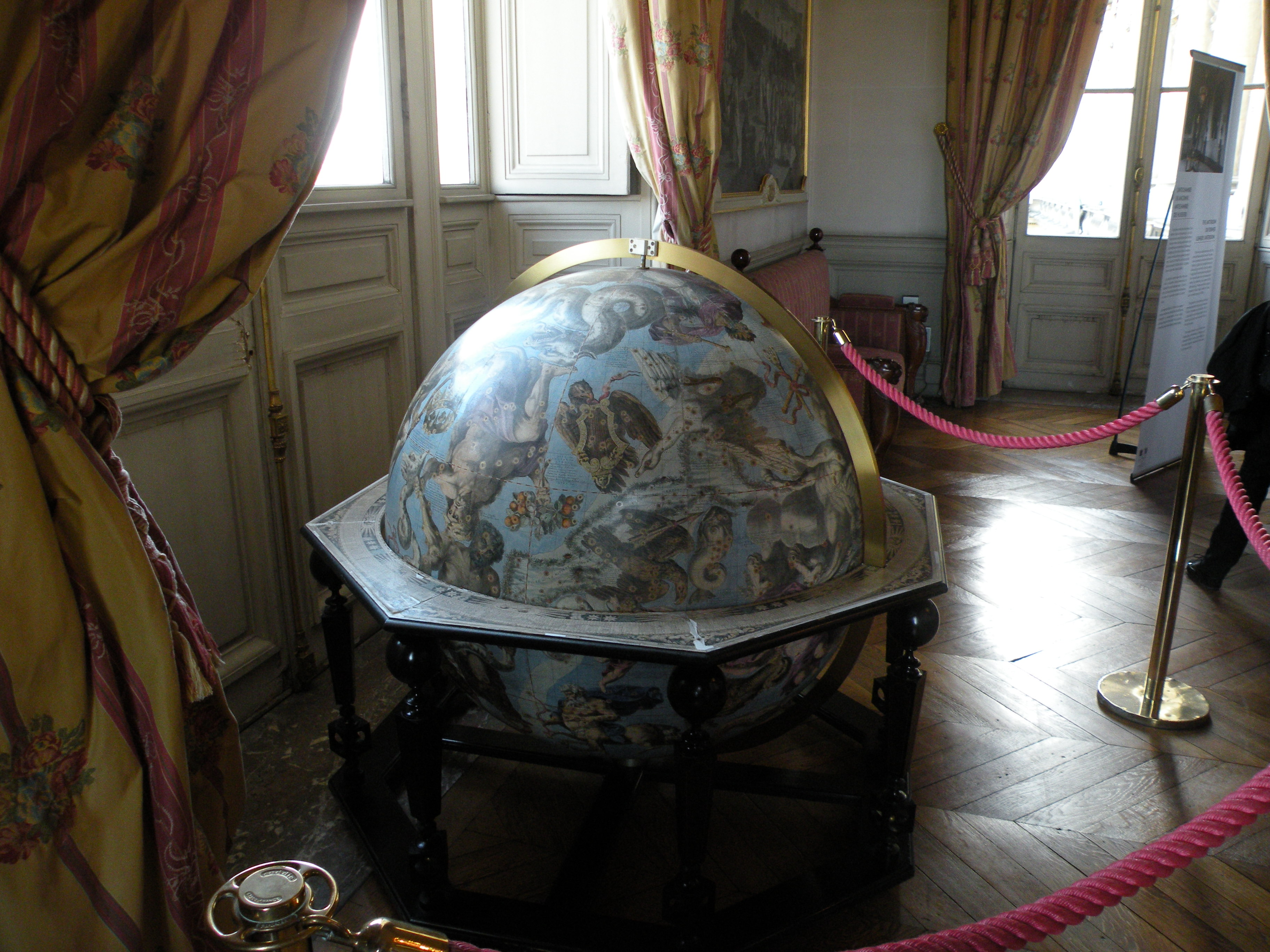
Globe dans la salle des mappemondes.
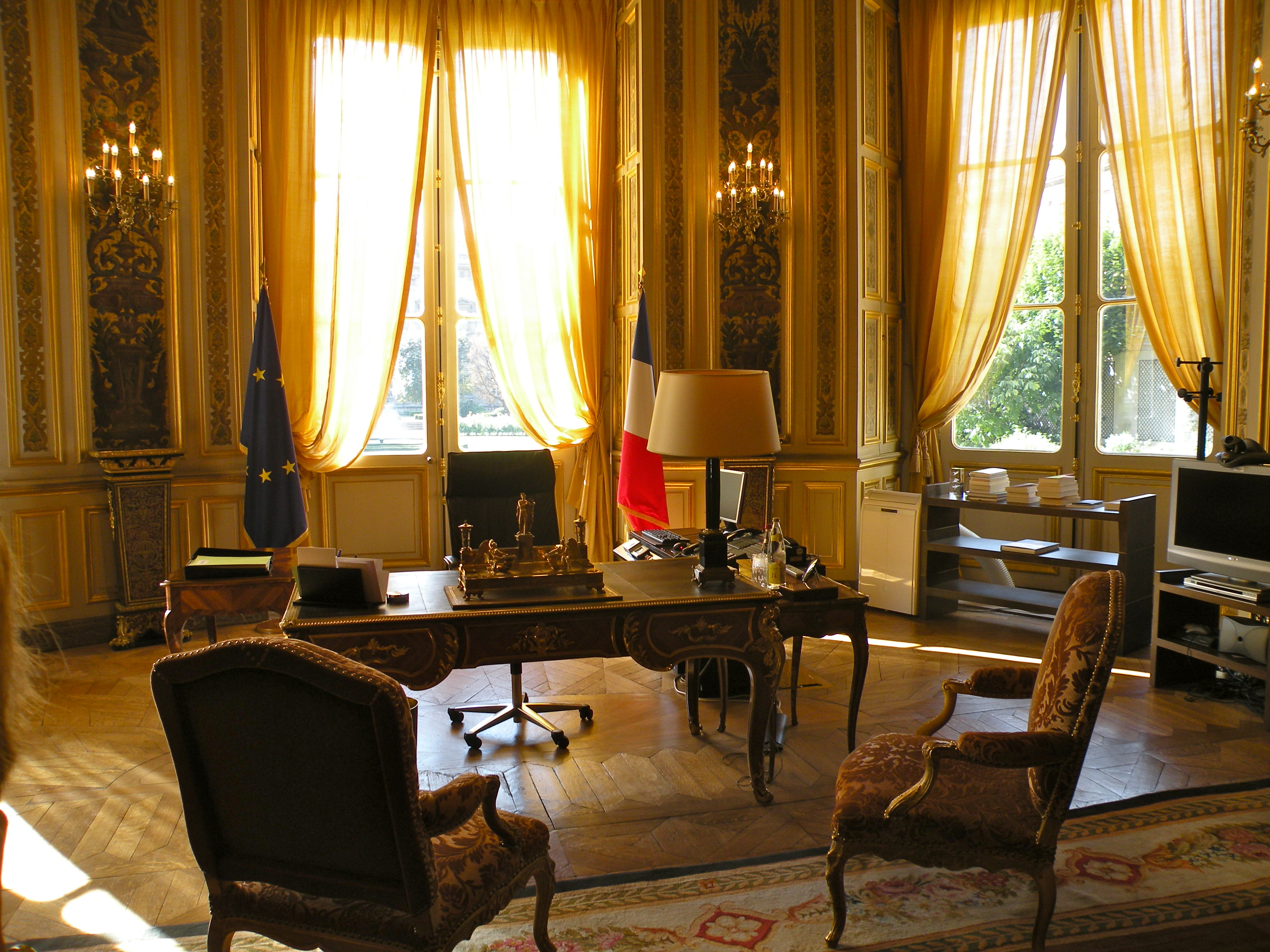
Bureau du ministre.
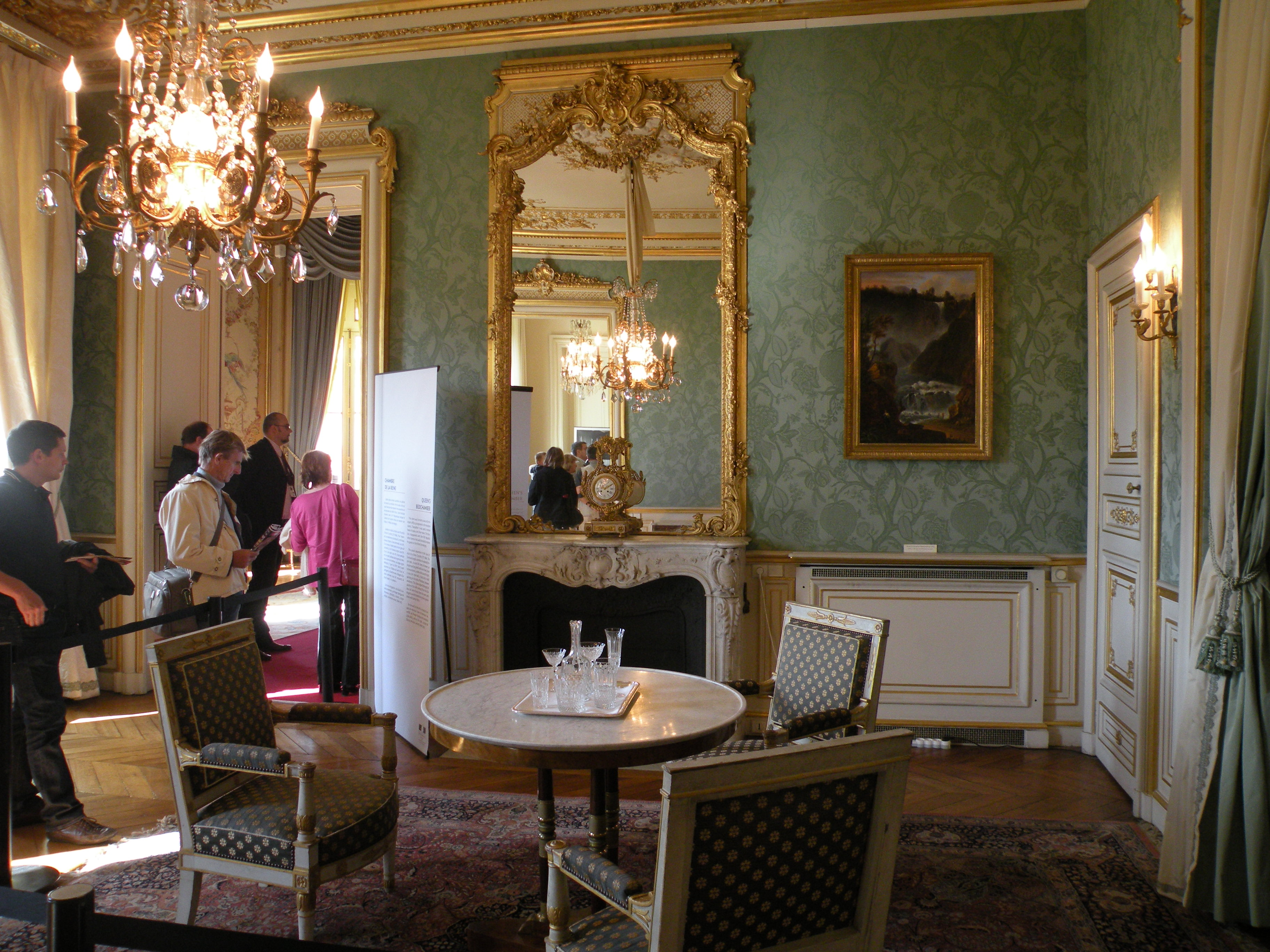
Chambre de la reine.
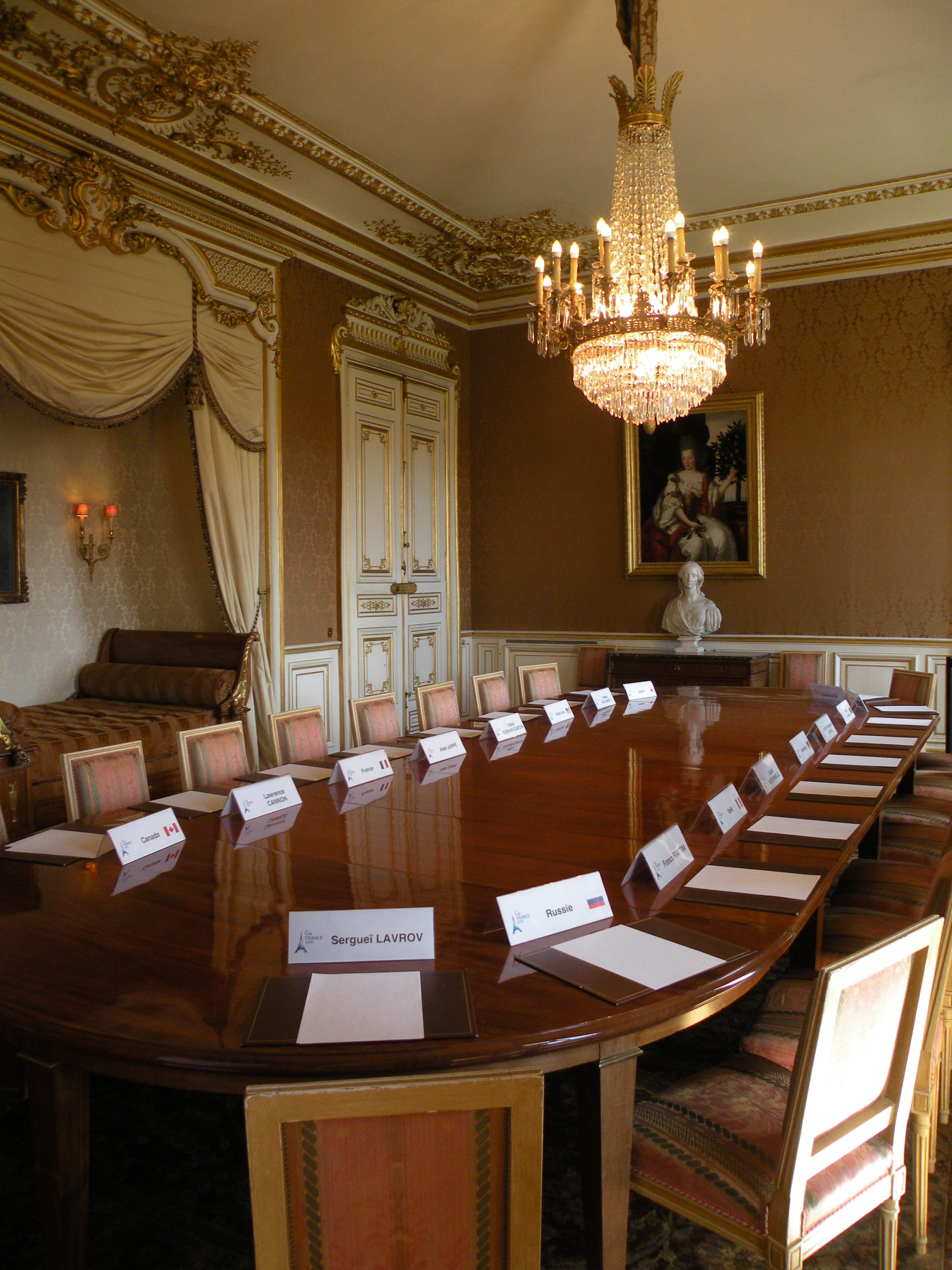
Chambre du roi.
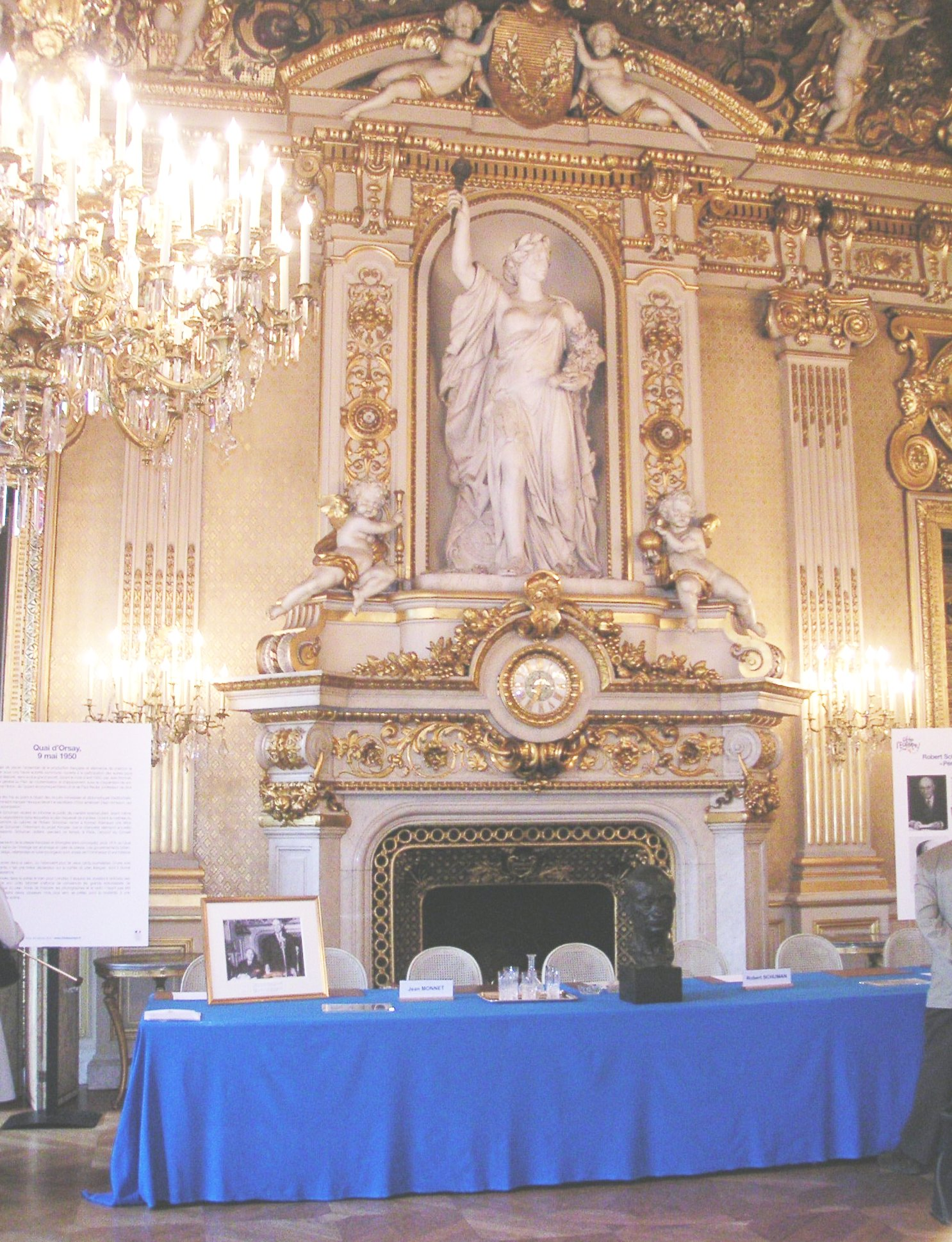
Salon de l'Horloge, d'où fut prononcée la déclaration Schuman le 9 mai 1950.
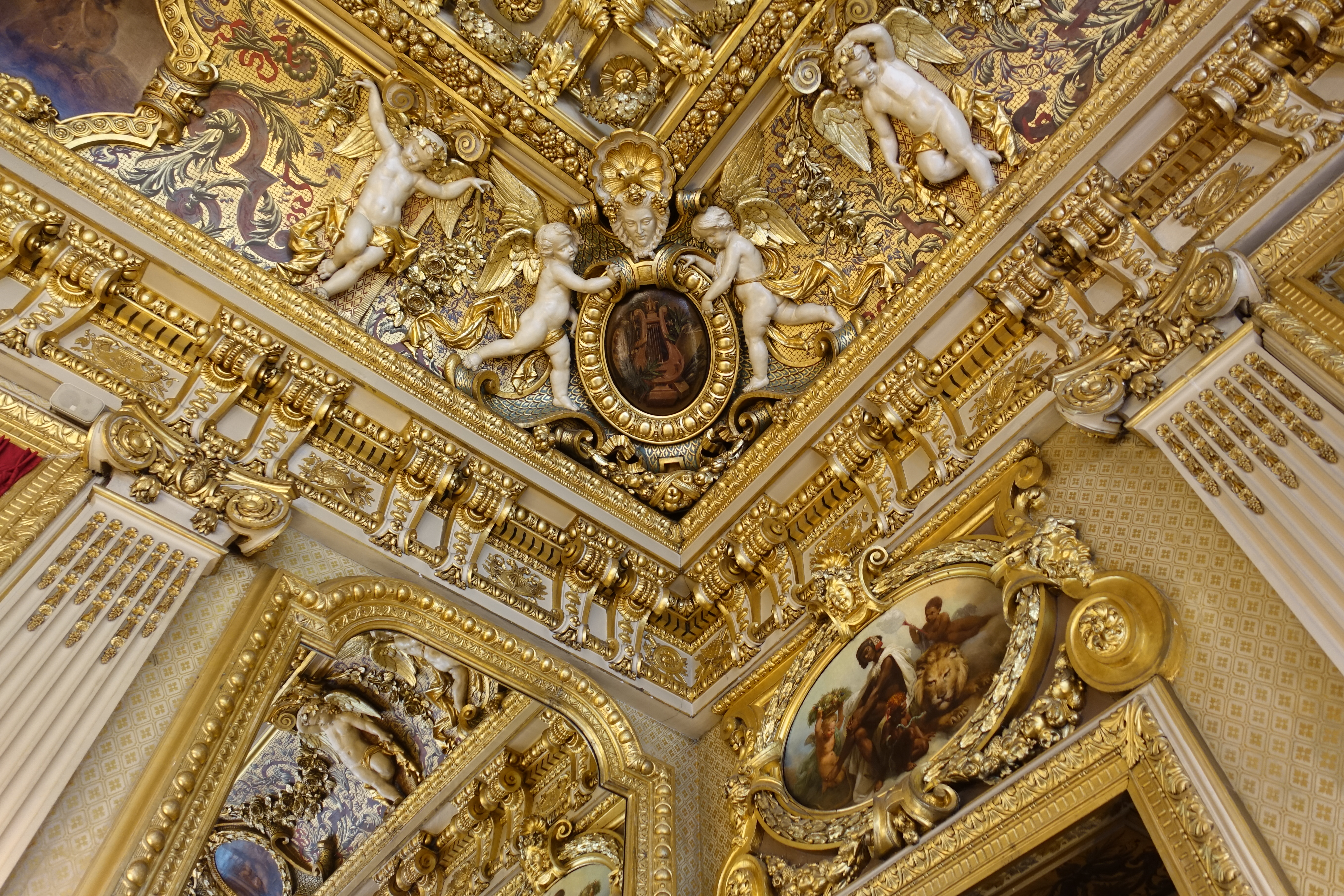
Plafond du salon de l'Horloge.

## Au cinéma
- 2013 : Quai d'Orsay de Bertrand Tavernier

### Filmographie
- Quai d'Orsay, le film a été en partie tourné au ministère des Affaires étrangères[6]